# Norbert Olthuis
Norbertus (Norbert) Gerhardus Josef Olthuis (Hengelo, 25 februari 1925 – Amsterdam, 26 augustus 2009) was een Nederlands beeldend kunstenaar.

## Biografie
Olthuis werkte in de oorlogsjaren als leerling-metaalbewerker bij Stork in Hengelo om de Arbeitseinsatz te ontlopen. Daar werd zijn tekentalent herkend. Met een beurs van Stork kon hij in Amsterdam een vierjarige opleiding volgen aan de Rijksnormaalschool voor Teekenonderwijzers. Daarna volgde Olthuis de Rijksacademie van beeldende kunsten waar Jan Wiegers zijn leermeester was. Hij studeerde af in 1957. Gedurende de jaren 1969-1981 was hij lector en docent tekenen aan dezelfde Rijksakademie te Amsterdam. Bekende leerlingen van Olthuis waren onder anderen Joost Barbiers en Arie Schippers. Olthuis had zijn atelier aan Lauriergracht 6, het eerste ateliergebouw ingericht door de stad Amsterdam in 1959.

## Oeuvre

### Tentoonstellingen

#### Groepstentoonstellingen
- 1958, De Ark, Haarlem[7]
- 1959, Prinsentuin [8]

- 1966, Noorderkerk, Jordaanfestival [9]

#### Solotentoonstellingen
- 1959, Marcanti, Circustekeningen[10]

#### Overzichtstentoonstellingen
- Museum Henriëtte Polak: Expositie Norbert Olthuis, oktober 2013[11]

### Illustraties
- 1960 Ruimte[12]

### Werk in openbare collecties
Het werk van Olthuis bevindt zich in de volgende collecties:
- Rijksmuseum[13]
- Rijksprentenkabinet Amsterdam.
- Teylers museum te Haarlem
- Museum Henriëtte Polak[14]
- Historisch museum Hengelo[15]
- Joods Historisch Museum

### Over Norbert Olthuis
- Norbert Olthuis: Tekenaar en Schilder, Hahne-Schloemer Verlag, Düren 2013[16] Het boek werd genomineerd voor de prijs van het mooiste Duitse boek van 2014.
- VPRO zond op 1 november 2013 in de serie De Avonden een programma uit over Norbert Olthuis met medewerking van Gijsbert van der Wal en Wil de Graaf.[5]

## Galerie
- Biografisch Portaal: 11843263
- Gemeinsame Normdatei: 1047733242
- International Standard Name Identifier: 0000 0004 2320 0304
- Nederlandse Thesaurus van Auteursnamen: 369507312
- RKD-Nederlands Instituut voor Kunstgeschiedenis: 93479
- Virtual International Authority File: 305833207
- WorldCat: E39PBJyX4pckKMBjQbtTJpwKVC